# شینچوگومی
شینچوگومی (به ژاپنی: 新徴組 しんちょうぐみ)، یک سازمان امنیتی بود که توسط شوگون‌سالاری ادو در ژانویه ۱۸۶۳ (بونکیو ۳) در پایان دوره ادو تأسیس شد.

## خلاصه
در ادو، استخدام برای تشکیل یک روشیگومی (گروه سامورایی بدون ارباب) برای محافظت از سفر شوگون چهاردهم به کیوتو در حال انجام بود و هنگامی که آنها به کیوتو سفر کردند، کیوکاوا هاچیرو به جای محافظت از سفر شوگون به کیوتو، از پیشتازان سوننو جوئی (احترام به امپراتور و اخراج بربرها) حمایت کرد. کسانی که موافق بودند تحت رهبری کیوکاوا به ادو بازگشتند، اما ۲۴ نفر دیگر، از جمله کوندو ایسامی و هیجیکاتا توشیزو، که نمی‌توانستند با این نظر موافق باشند، از گروه جدا شدند و پس از پیوستن به روشیگومی میبو، شینسنگومی را تأسیس کردند.
پس از ترور کیوکاوا در ماه آوریل، رفقایش یکی پس از دیگری دستگیر شدند، بنابراین روشیگومی هدف خود را به عنوان یک سازمان از دست داد و شوگون‌سالاری آن را به عنوان شینچوگومی سازماندهی مجدد کرد. دفتر مرکزی آن در هونجو، ادو (بخش سومیدا، توکیو) بود و تاکاهاشی دیشو و یامائوکا تتسوتارو مسئول نظارت بر آن بودند.
در ماه اکتبر، شوگون‌سالاری به این گروه دستور داد تا از شهر ادو محافظت کرده و دفاع ساحلی را تأمین کنند و در سال ۱۸۶۴ تحت سرپرستی خاندان ساکای از قلمرو شونای قرار گرفت.